# 樹子腳 (彰化縣)
樹子腳，原寫為樹仔腳，是臺灣彰化縣竹塘鄉的一個傳統地域名稱，位於該鄉東部偏南。相較於今日行政區，其範圍大致包括竹塘村東南部、竹腳村。

## 歷史
台灣清治末期至日治初期，樹子腳地區為一街庄，稱為「樹仔腳庄」，隸屬於深耕堡。該庄北與五庄仔庄為鄰，東與路口厝庄為鄰，南邊為田頭庄、番仔藔庄，西邊為內蘆竹塘庄。。
1901年（日治明治三十四年）11月，全台廢縣廳改設二十廳，該庄隸屬於彰化廳。1903年（明治三十六年）6月，該庄編入「內蘆竹塘區」，隸屬於彰化廳。1909年（明治四十二年）10月，合併二十廳為十二廳，內蘆竹塘區改隸屬於臺中廳。1920年（大正九年），廢廳、支廳、區、街庄（舊制）改設州、郡、街庄（新制）、大字，該庄改制並雅化為「樹子腳」大字，隸屬於臺中州北斗郡竹塘庄。
戰後竹塘庄改制為竹塘鄉，隸屬於臺中縣，大字亦改制為村。1950年10月，中、彰、投分治，竹塘鄉改隸屬彰化縣。

## 聚落
本地區發展較早的聚落為大彎庄、樹仔腳等，在日治期初期的官方地圖上已有記載。

## 交通
省道台19線（中央路二段）又稱「中央公路」，是彰化至台南永康的幹道，大致以東北—西南走向經過樹子腳地區西北部凸出部分。由該道路向東北可前往埤頭、溪湖、埔鹽、福興東南端、秀水等地，向西南繞大彎轉西微北再轉西南西再轉南南西過濁水溪自強大橋後可前往二崙、崙背、土庫西北端、褒忠等地。
縣道152號（中央路二段、竹林路一段）是大城鄉公館至名間的道路，大致以西南—東北走向與省道台19線共線由本地區西北部凸出部分的西南側入境，至竹林路一段路口轉東南東獨行，其後轉東南於本地區東部邊界北側出境。由該道路向西南繞大彎轉西微北再轉西南西再轉南南西再轉西北西獨行後可前往大城、公館並止於省道台17線路口，向東南經埤頭南部轉東可前往溪州、二水、名間等地。
鄉道彰127線（竹五路、竹林路一段、光明路）是頂後厝至新莊的道路，大致以北北東—南南西走向由本地區西北部凸出部分北側邊界入境後，經鄉道彰170線終點路口後轉南，至竹林路一段路口轉西北西，至位於西部邊界處的光明路路口轉南沿邊界而行，經省道台19線路口後因邊界線東移而出境。由該道路向北北東可前往五庄子、𥕟磘、丈八斗東部的橋子頭聚落、大排沙、萬合、舊趙甲西部的頂後厝聚落並止於縣道143號路口，向南可前往竹塘東南部、竹塘與番子寮交界地帶、番子寮與下溪墘交界地帶並止於新庄聚落的田頭堤防道路路口。
鄉道彰170線（竹鹿路）是廣東厝至竹塘的道路，其東側端點位於本地區西北部凸出部分北側的鄉道彰127線路口。由此向西出境後可經竹塘聚落北側前往鹿寮、外蘆竹塘、竹圍子、火燒厝的廣東厝聚落南郊並止於鄉道彰168線路口。
鄉道彰176線（光明路）是土庫子至田頭的道路，大致以西北—東南走向到達本地區南部邊界最西端後沿邊界而行，於番子寮聚落沿邊界線北側轉東再轉東南，經鄉道彰177線終點路口後續行，其後轉東入境一小段後旋即出境。由該道路向西北可前往番子寮與竹塘交界地帶、竹塘南部、竹塘與鹿寮交界地帶並止於省道台19線、縣道152號共線路口，向東可前往田頭、路口厝地區西南部近邊界地帶並止於縣道145號路口。
鄉道彰177線是大灣至番仔寮的道路，其北側端點位於本地區北部邊界中央偏西的縣道152號路口。由此向南先出境後，經竹塘地區東部南側凸出部分後再度入境，止於本地區南部邊界西側的鄉道彰176線路口（位於番仔寮聚落北側）。
鄉道彰179線是竹圍子至下崁頭厝的道路，其北側端點位於本地區東部邊界北側的縣道152號路口。由此向南沿邊界而行，其後因邊界線東移而入境，經鄉道彰179-1線起點路口後續直行，出境後可前往田頭地區的下崁頭厝聚落並止於其南側的田頭堤防道路路口。
鄉道彰179-1線是樹子腳至溪邊的道路，其北側端點位於本地區中部偏東南樹腳聚落西北郊鄉道彰179線路口。由此向東轉東北，至路口轉南南東穿越聚落後轉南，至路底轉東，至路底轉南，出境後可前往田頭聚落並止於其南側的田頭堤防道路路口。